# James Grieve (cầu thủ bóng đá)
James Grieve (hoạt động vào thập niên 1930) là một cầu thủ bóng đá người Anh từng ghi 13 bàn trong 29 lần ra sân ở Football League thi đấu ở vị trí tiền đạo cho Darlington trong thập niên 1930. Ông gia nhập Darlington từ câu lạc bộ non-league Wallsend, và tiếp tục chơi bóng đá non-league cho Annfield Plain đến ít nhất năm 1937. Ông từ chối lời mời từ Manchester City năm 1934, ưu tiên giữ công việc ở Newcastle với London and North Eastern Railway.